# Theodorushaven
De Theodorushaven is een haven- en industrieterrein ten noordwesten van Bergen op Zoom.
Het terrein is 300 ha groot en gelegen in de Theodoruspolder, welke in 1786 werd gerealiseerd.
Van 1959 tot 1964 werd de Theodorushaven aangelegd. Via de Burgemeester Peterssluis staat deze rechtstreeks in verbinding met het Schelde-Rijnkanaal, waardoor zeeschepen met een diepgang tot 4,5 meter de haven kunnen bereiken. Het bedrijventerrein is ook via de weg bereikbaar.
Ten zuiden van de Theodorushaven ligt nog het bedrijventerrein Noordland. Dit gebied is in de jaren '70 ingepolderd.
Op het bedrijventerrein hebben zich een aantal grootschalige bedrijven gevestigd, te weten:
- General Electric Plastics sinds 1971, tegenwoordig SABIC Innovative Plastics.
- Cargill sinds 1979.
- Nuplex, een fabriek van kunstharsen.
- Lamb Weston Meijer, een verwerker van aardappelen waaronder diepvriesproducten, met 180 medewerkers.
- Waco Lingen Beton.
- Zand- en Grindhandel Bergen op Zoom, een onderdeel van het De Hoop-concern.
- Markizaat Container Terminal, sinds 2007
- Nijpels Meubelen, een voormalige meubelfabriek met tot ongeveer 100 medewerkers, die van 1969 tot 2018 (het jaar van faillissement) bestond.

In totaal zijn er op de terreinen Theodorushaven en Noordland ongeveer 120 bedrijven gevestigd en werken er 5000 mensen.